# Nissan 350Z

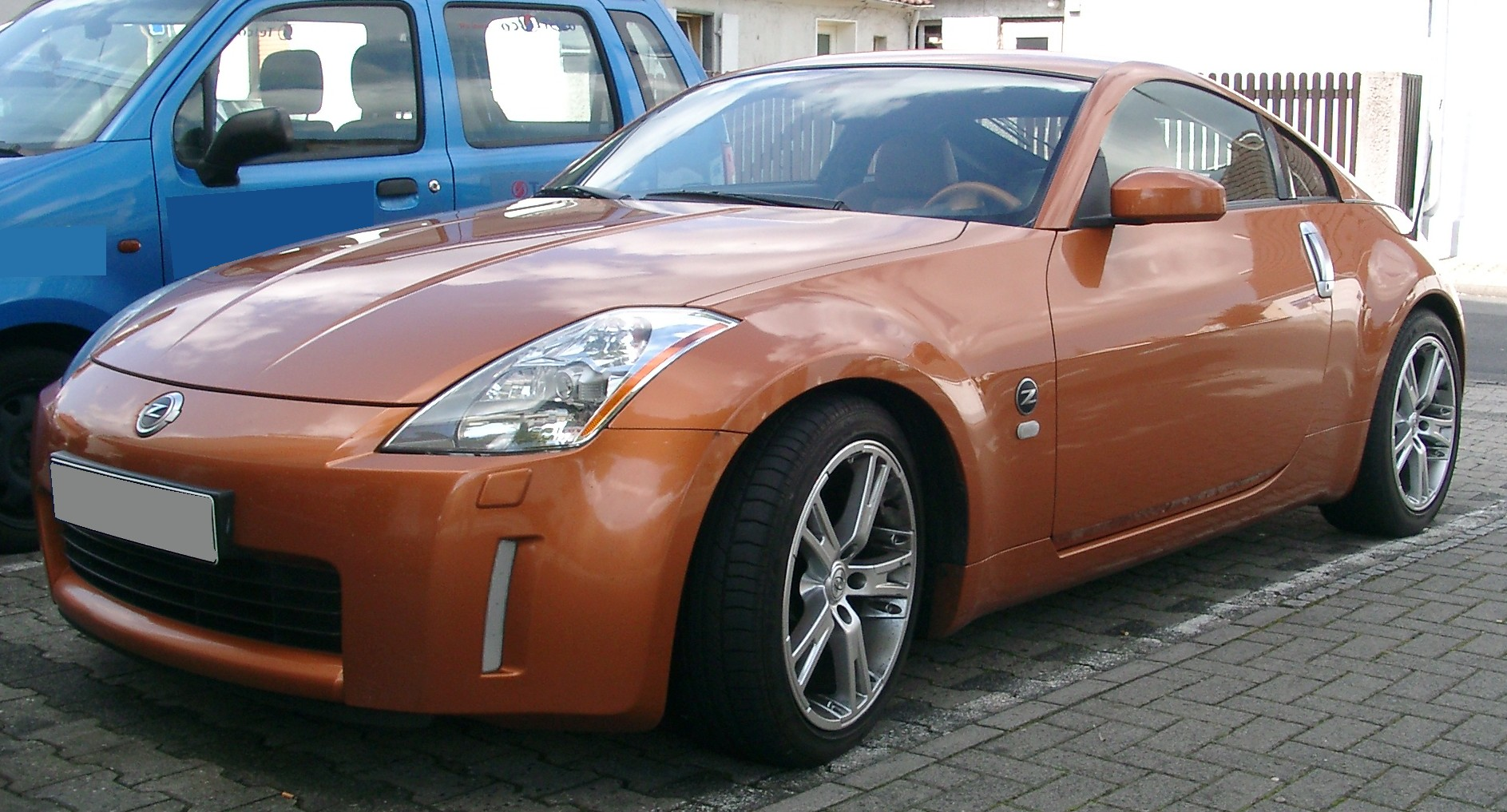
Nissan 350Z.

Nissan 350Z är en 2-dörrars sportcoupé från japanska Nissan. 350Z har en V6:a på 3,5 liter som producerar 313 hästkrafter (årsmodell 2007-2008) och ett vridmoment på 350 Nm. Bilen kan (på den amerikanska marknaden) fås med antingen en femväxlad automatlåda eller en sexväxlad manuell växellåda. 0-100 går på cirka 6 sekunder. 

## Modeller av 350z
Nissan 350z premiärvisades första gången hösten 2002 och såldes som årsmodell 2003. Den finns i flera varianter, framförallt i USA:
- Base - enklaste modellen
- Enthusiast
- Performance
- Touring - Läderklädsel, navigering och BOSE stereo
- Track - Lättare hjul och bromsar från Brembo
- Grand Touring - Kombination av Touring och Track.
- Roadster - Cab
- Anniversary - Jubileumsmodell för att fira Nissans 35-åriga historia av Z. Nya fälgar, motor och finns i andra färger.
- Nismo - Nissans egen tuningdivision. Sammanfattningsvis: ökad effekt och ändrad front, sidorkjolar och bak.

I Europa är GT-modellen och roadster vanligast.
2006 gjordes en uppgradering av framförallt motorn (samma som anniversary) och inredningen. Denna motor går ofta under benämningen "rev-up" och känns igen på att rödmarkeringen på varvräknaren börjar vid 7000 rpm istället för 6500. I grund och botten är det samma motor som tidigare, men omställd för mer effekt (300 hk) men mindre vridmoment. 2007 kom en helt omarbetad motor kallad VQ35HR med 313 hk och denna är till stora delar inte kompatibel med tidigare modeller. Den sitter monterad högre upp i motorutrymmet och därför har huven fått en liten puckel istället för två veckade linjer (tyngdpunkten är dock lägre än äldre modeller). Alla motorer är sugmotorer, dvs har ingen turbo eller kompressor som producerar ett övertryck.

## Vanliga fel
350z är ansedd som en pålitlig sportbil och blev i en undersökning av J.D. Power and Associates vinnare i kategorin kompakta sportbilar med störst andel nöjda ägare. Vanliga fel visar sig framförallt på tidiga årsmodeller omfattar problem med elektriska fönsterhissar, dåliga synkringar på 3:an och 5:ans växel, stereon, hjulinställning och öppningsmekanism och hydraulik för bagageluckan.[källa behövs]